# سونسکا داگبلادت
سونسکا داگبلادت (انگلیسی: Svenska Dagbladet) روزنامهٔ سوئدی است که در استکهلم منتشر می‌شود.

## تاریخ و مشخصات
اولین نسخه روزنامه سونسکا داگبلادت در تاریخ ۱۸ دسامبر ۱۸۸۴ منتشر شد. ایوان آندرسون یکی از سردبیران سابق این روزنامه است که سردبیری آن را در سال ۱۹۴۰پذیرفت.

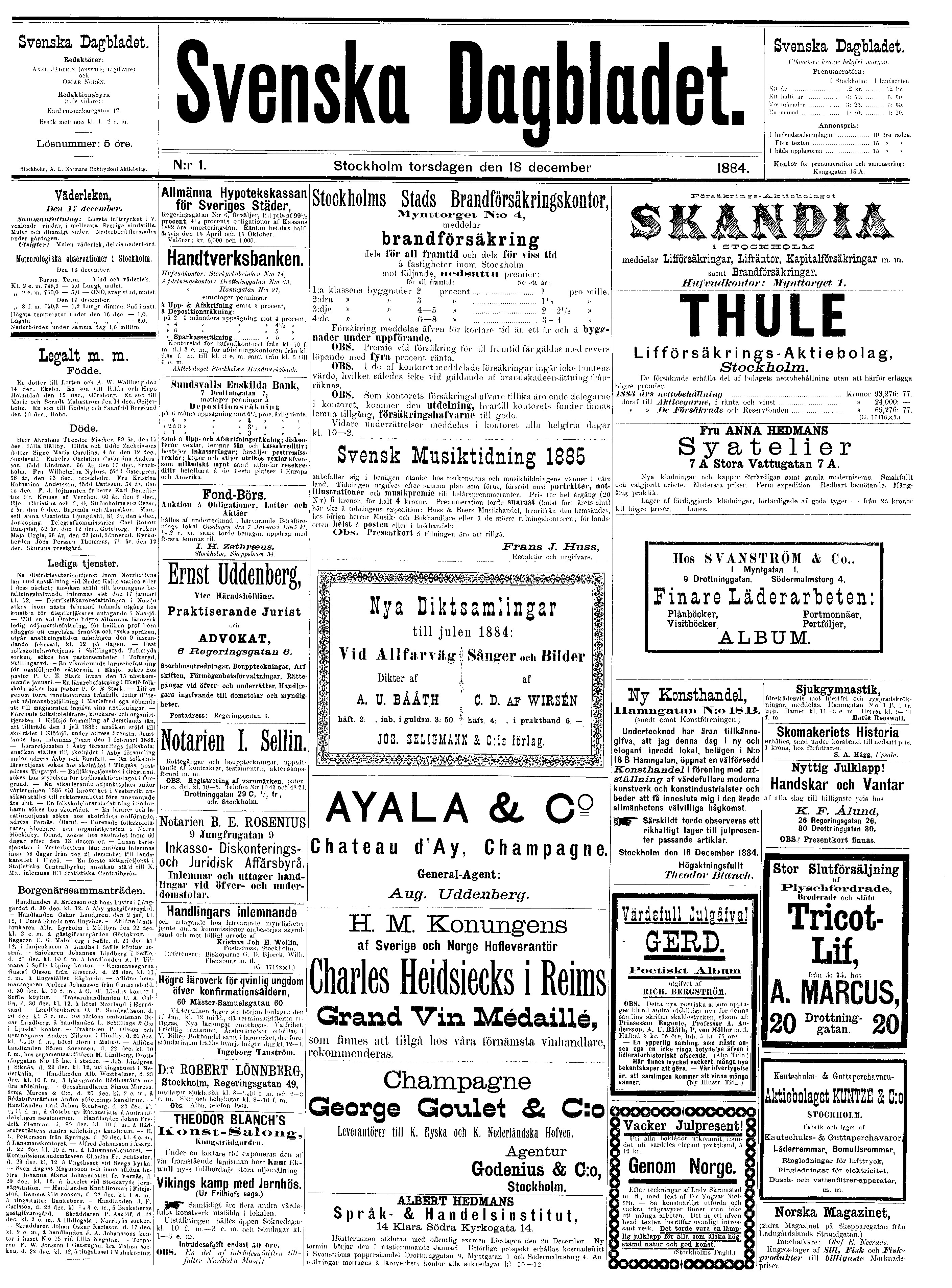
صفحه اول شماره اول اسونسگا داگبلادت (۱۸ دسامبر ۱۸۸۴)

این روزنامه در استکهلم منتشر می‌شود و اخبار ملی و بین‌المللی و همچنین محلی منطقه استکهلم بزرگ را پوشش می‌دهد. مشترکین آن در پایتخت متمرکز هستند، اما به‌طور سرتاسری در اکثر نقاط سوئد توزیع می‌شود. در آغاز دهه ۱۹۰۰ این روزنامه یکی از روزنامه‌های راست در استکهلم به حساب می‌آمد.
سونسکا داگبلادت متعلق به شیبستد (Schibsted) است که آن را در اواخر ۱۹۹۰ خریداری کرد. موضع اعلام شده آنکه در پروفایل‌اش به آن اشاره می‌شود
«میانه‌رو مستقل»(oberoende moderat) است، به این معنی که مستقل است اما به اعتدال و سیاست میانه‌رو معتدل پایبند است. از سوی دیگر، این روزنامه، یک روزنامه محافظه کار محسوب می‌شود.
در نوامبر ۲۰۰۰، سونسکا داگبلادت ساختار خود را از صفحات گسترده به تابلوید اینترنتی تغییر داد. در سال ۲۰۰۵ این روزنامه یک وب‌سایت برای پوشش دادن به اخبار کسب و کار را با سرمایه‌گذاری مشترک با آفتونبلادت آغاز کرد.
از سال ۱۹۲۵، سونسکا داگبلادت سالانه یک شخصیت یا تیم ورزشی را در پایان هر سال انتخاب کرده و یک مدال طلای سونسکا داگبلادت را به آنها اعطا کند.